# Union pour la nouvelle République
Cet article concerne le parti politique français. Pour le parti politique guinéen, voir Union pour la nouvelle République (Guinée).
L'Union pour la nouvelle République (UNR) est un parti politique français, fondé le 1er octobre 1958. Le parti change de dénomination le 10 novembre 1962 en devenant l'Union pour la nouvelle République – Union démocratique du travail (UNR-UDT).
Le parti vise à soutenir l'action de Charles de Gaulle, revenu au pouvoir à l’issue de la crise de mai 1958. Il remporte les élections législatives de 1958, de 1962 et de 1967.
Fin 1967, la formation devient l'Union des démocrates pour la Cinquième République (UD-Ve).

## Historique
L’UNR est fondé sur les cendres du Rassemblement du peuple français (RPF). Si l’UNR regroupe des adhérents venus de plusieurs mouvements majoritairement de droite, il reste avant tout gaulliste. Pour autant, Charles de Gaulle n'accorde jamais son parrainage direct au parti et refuse qu'il puisse se réclamer de son nom.
Lors de la création de l'UNR, Jacques Soustelle semble en être l'homme fort aux yeux de l'opinion publique, mais la suite apporte plusieurs démentis. Jacques Soustelle tente de se faire élire président de la nouvelle formation politique, mais l'organisation se dote en fait uniquement d'un secrétaire général en la personne de Roger Frey. Soustelle soutient l'alliance politique de l'UNR avec les autres défenseurs de l'Algérie française comme Georges Bidault (de l'aile droite du MRP), Roger Duchet (du CNIP) et André Morice (Centre républicain), mais cette position est condamnée le 16 octobre 1958 par le comité central de l'UNR et de Gaulle lui-même. Enfin, le choix des candidats aux élections législatives de 1958 se fait sur des critères de fidélité à de Gaulle plutôt que sur les convictions à propos du maintien de l'Algérie dans le giron français. De fait, Roger Frey est préféré à Jacques Soustelle et Léon Delbecque pour sélectionner les candidats.
Lors des élections législatives de 1958, l'UNR obtient 17,6 % des suffrages au premier tour, 34,6 % au second. Avec 206 députés sur 576, le parti forme le groupe parlementaire le plus nombreux à l'Assemblée nationale.
La question de l'indépendance algérienne provoque d'importants remous au sein du parti entre les partisans intransigeants de l'Algérie française (à la suite de Jacques Soustelle) et les autres cadres qui suivent le processus d'indépendance conduit par de Gaulle.
Une trentaine de membres sont finalement exclus en 1960.
En 1962, l'UNR se regroupe avec les gaullistes de gauche de l'Union démocratique du travail (UDT) pour constituer l’UNR-UDT. Avec 32 % des suffrages, elle obtient 233 députés sur 482 aux législatives, soit légèrement moins que la majorité absolue. Les 17 Républicains indépendants (RI) font l'appoint.
Avec la mise en ballotage du président de la République à l'élection de 1965 et la courte victoire des législatives de 1967, le parti gaulliste se modernise à l'initiative de Georges Pompidou. La jeunesse est notamment ciblée : un mouvement jeune associé à l'UNR est constitué en juin 1965 et prend le nom d'Union des jeunes pour le progrès (UJP), sa mission étant au départ de rassembler la jeunesse autour de la politique de modernisation sociale entreprise par Charles de Gaulle.
Jusqu'en 1967, l'UNR n'est en fait qu'un parti de cadres, sans ligne politique autonome : ses instances dirigeantes sont composées des ministres et de quelques figures parlementaires. À l'Assemblée, les députés se bornent à voter les lois du gouvernement, ce qui leur vaut le surnom de « godillots » de de Gaulle. À sa base, l'UNR ne s'active que lors des élections législatives.
Tout comme ses successeurs l'UDR et le RPR, le siège de l'UNR se situe au 123 rue de Lille (7e arrondissement de Paris). Le journal officiel du parti était La Lettre de la nation Magazine, créé en 1962 et supprimé en 1997.
Aux élections de 1967, ses candidats se présentent sous l'étiquette « Union des démocrates pour la Ve République » (UD-Ve). Avec 31,4 % des suffrages, 200 députés (sur 486) sont élus sous cette dénomination. Il lui fallut l'appoint de 42 républicains indépendants et de quelques non-inscrits pour être majoritaire. En novembre 1967, le parti change officiellement de nom et devient Union des démocrates pour la Cinquième République (UD-Ve)

## Secrétaires généraux
- 1958 - 1959 : Roger Frey
- 1959 : Albin Chalandon
- 1959 - 1961 : Jacques Richard
- 1961 - 1962 : Roger Dusseaulx
- 1962 : Louis Terrenoire
- 1962 - 1967 : Jacques Baumel

## Résultats électoraux

### Législatives
- 1958 : 1re formation avec 189 sièges (17,6 % au premier tour et 34,6 % au second tour)[9]
- 1962 : 1re formation avec 233 sièges (31,94 % au premier tour et 40,36 % au second tour)[9]
- 1967 : 1re formation avec 200 sièges (37,7 %)[9]

### Élections présidentielles
| Année | Candidat          | 1er tour   | 1er tour | 1er tour | 2d tour    | 2d tour | 2d tour |
| Année | Candidat          | Voix       | %        | Rang     | Voix       | %       | Rang    |
| ----- | ----------------- | ---------- | -------- | -------- | ---------- | ------- | ------- |
| 1958  | Charles de Gaulle | 62 394     | 78,51    | 1er      |            |         |         |
| 1965  | Charles de Gaulle | 10 828 521 | 44,65    | 1er      | 13 083 699 | 55,20   | 1er     |

### Élections législatives
| Année | 1er tour  | 1er tour | 1er tour | 2e tour   | 2e tour | 2e tour | Sièges    | Gouvernement                               |
| Année | Voix      | %        | Rang     | Voix      | %       | Rang    | Sièges    | Gouvernement                               |
| ----- | --------- | -------- | -------- | --------- | ------- | ------- | --------- | ------------------------------------------ |
| 1958  | 3 603 958 | 17,6 %   | 2e       |           |         |         | 206 / 579 | Debré (1959-1962) et Pompidou I (1962)     |
| 1962a | 5 855 744 | 31,94 %  | 1er      | 6 169 890 | 40,36 % | 1er     | 233 / 482 | Pompidou II (1962-1966) et III (1966-1967) |

a  Liste commune avec l'UDT.

### Élections sénatoriales
| Année | Sièges   | Rang |
| ----- | -------- | ---- |
| 1959  | 38 / 309 | 5e   |
| 1962  | 35 / 274 | 5e   |
| 1965  | 36 / 274 | 5e   |

### Élections cantonales
| Année | 1er tour | 1er tour | 2d tour | 2d tour | Conseillers | Présidents |
| Année | %        | Rang     | %       | Rang    | Conseillers | Présidents |
| ----- | -------- | -------- | ------- | ------- | ----------- | ---------- |
| 1961  | 12,8     | 4e       |         |         | 166 / 1528  | / 92       |
| 1964  | 16,2     | 3e       |         |         | 123 / 1562  | / 92       |

### Élections municipales
| Élection | Conseillers municipaux | Grandes Villes |
| -------- | ---------------------- | -------------- |
| 1959     |                        | 8 / 19         |
| 1965     | 40115 / 468932         | 8 / 28         |

### Sources
- Les archives de l'Union pour la nouvelle République sont conservées aux Archives nationales sous la cote 103 AS[11].
- Jérôme Pozzi, Les Mouvements gaullistes. Partis, associations et réseaux 1958-1976, Rennes, PUR, 2011.